# San Giacomo al Colosseo

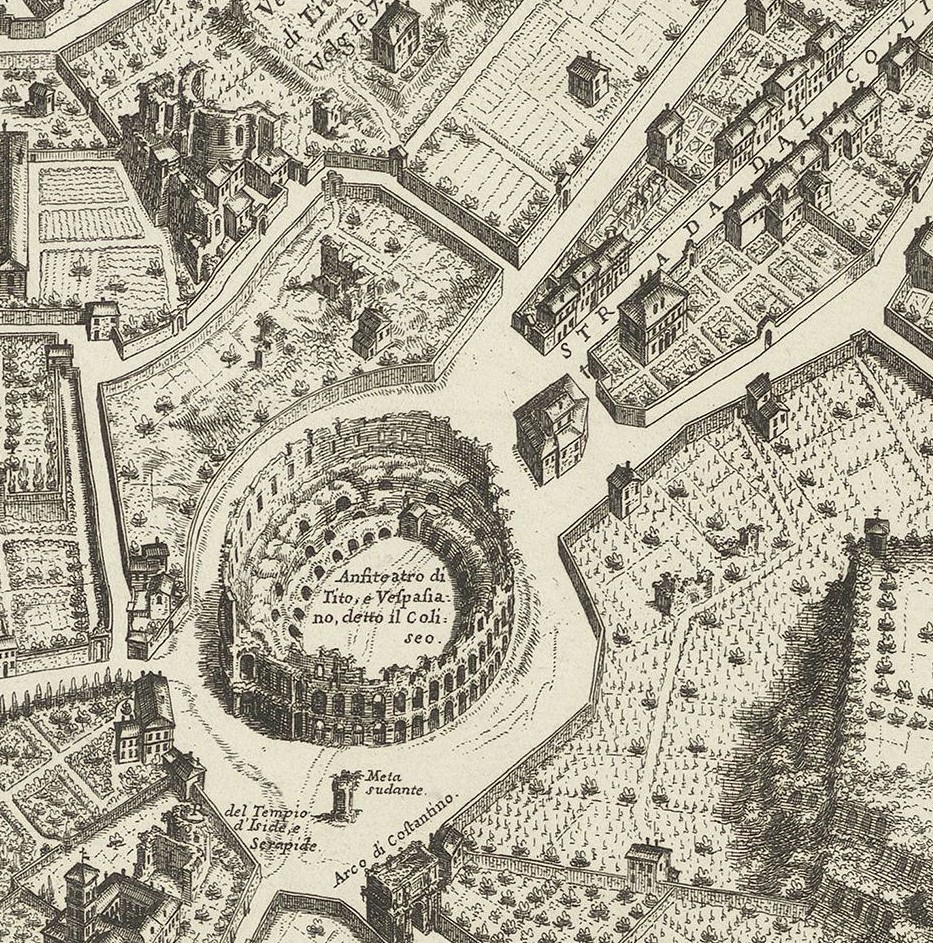
O complexo do Ospedale onde estava a igreja é o pequeno edifício no canto superior direto do Coliseu nesta imagem. Na mesma direção, para o alto e para a direita, está o Casino Fini.

San Giacomo del Colosseo ou San Giacomo al Colosseo era uma igreja de Roma que ficava bem ao lado da extremidade leste do Coliseu, onde hoje está a Piazza del Colosseo, no rione Celio, no complexo do Ospedale di San Giacomo. Era dedicada a São Tiago Maior.

## História
Esta igreja foi construída em algum momento antes do século XVI sobre as ruínas da antiga escola de gladiadores conhecida como Ludo Magno, ao lado do Coliseu, onde as modernas Via Labicana e Via di San Giovanni in Laterano se encontram. A igreja era famosa porque, durante muito tempo, era dali que, na noite antes da festa da Assunção (em italiano:  L'Assunta), começava uma procissão com uma imagem de Jesus conhecida como "La Processione dell'Immagine del Salvatore", que seguia até San Giovanni in Laterano, uma festa que durou até que o papa Pio V (1566-1572) a baniu por causa da confusão que sempre ocorria ao longo do caminho.
A imagem que era carregada era a famosa "Immgine Achiropita", uma pintura de Jesus que atualmente está preservada no Sancta Sanctorum do complexo da Scala Sancta perto de San Giovanni e que teria sido iniciada por São Lucas e terminada por anjos. O local onde ela ficava preservada era conhecido como um local de misericórdia e salvação e, por isso, havia ali um hospital. O pequeno Ospedale di San Giacomo foi registrado nas fontes pela primeira vez em 1383 e tornou-se uma dependência do Hospital do Latrão no século seguinte. No final do século XVI, ele foi fechado e a igreja, desconsagrada. Porém, o edifício sobreviveu e aparece no Mapa de Nolli (1748) como um celeiro de feno pertencente ao hospital. O edifício estava decorado por uma multiplicidade de imagens, incluindo sobre a procissão; na abside havia uma imagem da "Virgem entre Anjos" que provavelmente era dos séculos XIV-XV. O complexo todo foi finalmente demolido em 1815 porque sua proximidade ao Coliseu foi considerada um problema estético. A obra caridosa foi reiniciada em 1825 pelas freiras conhecidas como Le Monache Lauretane, que construíram a igreja de Santa Maria delle Lauretane juntamente com o convento vizinho no local em 1825.

## Descrição
O hospital era formado por um único edifício com planta no formato de um pentágono irregular e ficava num quarteirão isolado perto do Cliseu, onde a arruinada parede externa do anfiteatro terminava no lado leste. Ele não estava, porém, ligado ao monumento, mas separado dele por uma estreita viela. O local exato ficava num local seguindo a linha sul das fachadas da Via di San Giovanni in Laterano na direção noroeste, um ponto que corresponde à fachada nordeste do hospital, onde havia um minúsculo pátio triangular cercado por um muro. O canto noroeste do edifício ficava bem próximo do quinto pilar da parede do Coliseu contando a partir de onde ela termina. A parede sul estava de frente para o começo da Via dei Santi Quattro Coronati, do outro lado de uma pequena praça — a localização desta última rua neste ponto foi movida ligeiramente para o sul quando toda a região foi redesenhada no final do século XIX.
O hospital propriamente dito ficava num lugar que atualmente está debaixo da rua, com parte sob as pequenas árvores perto do Coliseu no local já descrito. Finalmente, a igreja não tinha identidade arquitetural distinta do hospital, ao qual estava incorporada.